# Ewald Scherm
Ewald Scherm (* 1960) ist ein deutscher Wirtschaftswissenschaftler.

## Leben
Scherm leistete nach dem Abitur Wehrdienst bei der Bundeswehr. Von 1981 bis 1986 studierte er Betriebswirtschaftslehre an der Universität Regensburg, wo er 1990 bei Hans Jürgen Drumm promovierte und sich 1994 habilitierte.
Von 1994 bis 1995 vertrat er eine Professur an der Universität Leipzig. Seit 1995 ist er Universitätsprofessor für Betriebswirtschaftslehre, insbesondere Organisation und Planung an der Fernuniversität in Hagen. Von 2004 bis 2007 war er Prorektor. Neben mehreren Lehraufträgen bekleidete er eine Gastprofessur an der Universität Innsbruck.
Scherm ist verheiratet und Vater eines Kindes.

## Schriften (Auswahl)
- Unternehmerische Arbeitsmarktforschung. VVF, München 1990, ISBN 3-88259-773-9.
- Internationales Personalmanagement. 2. Auflage, Oldenbourg, München u. a. 1999, ISBN 3-486-24827-8.
- mit Stefan Süß: Internationales Management. Eine funktionale Perspektive. Vahlen, München 2001, ISBN 3-8006-2589-X.
- mit Gotthard Pietsch: Controlling. Theorien und Konzeptionen (Hrsg.). Vahlen, München 2004, ISBN 3-8006-3129-6.
- mit Gotthard Pietsch: Organisation. Theorie, Gestaltung, Wandel. Mit Aufgaben und Fallstudien. Oldenbourg, München u. a. 2007, ISBN 978-3-486-58333-5.
- Personalmanagement. 3. Auflage, Vahlen, München 2016, ISBN 978-3-8006-5283-9.
- Management unternehmerischer Universitäten: Realität, Vision oder Utopie? (Hrsg.). Hampp Verlag, München, Mering 2014, ISBN 978-3-95710-002-3.
- mit Christian Julmi: Strategisches Management. Theorie, Entscheidung, Reflexion. De Gruyter, Berlin, Boston, ISBN 978-3-11-054049-9.